# Fortaleza de São José da Ponta Grossa
A Fortaleza de São José da Ponta Grossa localiza-se entre as praias do Forte e do Jurerê, no litoral do estado de Santa Catarina, no Brasil.
Ergue-se em posição dominante na encosta do morro da Ponta Grossa, a noroeste da ilha de Santa Catarina, dominando a baía Norte.
Projetada  pelo brigadeiro José da Silva Pais e construida por escravos, primeiro governador da Capitania de Santa Catarina (1739-1745), é um dos vértices do triângulo defensivo da barra da baía Norte da ilha na primeira metade do século XVIII, integrado pela Fortaleza de Santa Cruz de Anhatomirim e pela Fortaleza de Santo Antônio de Ratones. O sistema defensivo foi completado pela Fortaleza de Nossa Senhora da Conceição de Araçatuba, na barra da baía Sul. Juntas, deveriam proteger a ilha de Santa Catarina, consolidando a ocupação do sul da Colônia, e atuando como base estratégica de apoio para a manutenção do domínio português sobre a Colônia do Sacramento.

## História
Sucedeu a um entrincheiramento no local, que remontava a 1653 (ver Entrincheiramento da Ponta Grossa).
Sob a invocação de São José, a construção desta fortaleza teve início em agosto de 1740, tendo sido concluída cerca de quatro anos após.
Em 1760, por determinação do ministro Marquês de Pombal (1750-1777), o governador da capitania do Rio de Janeiro, capitão-general Gomes Freire de Andrade (1733-1763), enviou o Engenheiro Militar tenente-coronel José Custódio de Sá e Faria, do Real Corpo de Engenheiros, para fazer um levantamento das defesas erguidas pelo brigadeiro Silva Pais na ilha de Santa Catarina. Como nas demais fortificações procedeu-lhe a pequenos reparos.
Para completar a defesa do seu flanco leste foi levantada, a partir de 1765, a Bateria de São Caetano da Ponta Grossa. Quando da invasão espanhola de 1777, ante o desembarque dos atacantes na praia de Canasvieiras, esta bateria foi abandonada por seus defensores, que se recolheram à Fortaleza de São José, por sua vez também abandonada após ter disparado dois tiros (24 de fevereiro). Foi ocupada por forças espanholas sob o comando do D. Ventura Caro.
Tanto esta fortaleza, quanto a Bateria que se lhe subordinava, se encontravam sob o comando do Capitão Simão Rodrigues de Proença, do Regimento de Linha de Infantaria da Ilha de Santa Catarina, oficial experimentado nas Campanhas do Sul, com impecável fé de ofício. Seguindo ordens do Governador da Capitania, Pedro Antônio da Gama Freitas (1776-1777), retirou-se da Praça-forte ao terceiro dia de cerco, sem combate. Julgado e condenado por esse ato pela Coroa portuguesa, durante o processo da Devassa aberta para esse fim, morreu na prisão. A ilha de Santa Catarina permaneceu sob o domínio espanhol até ao ano seguinte (1778), quando foi devolvida aos portugueses pelo Tratado de Santo Ildefonso (1777).
De acordo com o levantamento do Alferes José Correia Rangel para a Coroa portuguesa (1786), o armamento de Ponta Grossa compunha-se de trinta e uma peças de artilharia, assim distribuídas: cinco de bronze, sendo quatro de calibre 12 e uma de 8, e vinte e seis peças de ferro, sendo nove de calibre 24, duas de 18, seis de 12, seis de 8, uma de 4 e duas de 2. Estes armamentos vieram, na sua maioria, das fortificações da Bahia, sendo alguns ingleses e outros anteriores ao século XVII.
Segundo CABRAL (1972), no século XVIII, o seu armamento compunha-se de trinta e uma peças de artilharia, assim distribuídas: cinco de bronze, sendo quatro de calibre 12 libras e uma de 8, e vinte e seis peças de ferro, sendo nove de calibre 24, duas de 18, seis de 12, seis de 8, uma de 4 e duas de 2.
No contexto da Questão Christie (1862-1865), o Relatório de Inspeção de 1863 relaciona-lhe vinte e nove peças de artilharia, declarando-a em ruínas.
No contexto da Revolução Federalista (1893), a esquadra rebelde aí fez montar dois canhões raiados, nela instalando uma Atalaia. Abandonada, ao final do século XIX os jornais regionais já denunciavam a apropriação indevida de pedras, tijolos e outros materiais da fortaleza para a construção de moradias pela população local, gerando um pedido de providências formal do Governo do Estado ao Ministério da Guerra (1898).

Ruínas da Fortaleza de São José da Ponta Grossa, anos 1960, antes da restauração feita pelo IPHAN. Arquivo Nacional.

Tombada pelo antigo Serviço do Patrimônio Histórico e Artístico Nacional (1938), a fortaleza encontrava-se em ruínas. A partir de 1976, por iniciativa do Instituto do Patrimônio Histórico e Artístico Nacional (IPHAN), a Fortaleza de São José da Ponta Grossa começou a sofrer intervenções de limpeza da vegetação e consolidação das ruínas com vistas a trabalhos de restauro. Em 1977, foram realizadas obras de consolidação de emergência em alguns trechos de muralhas, na Casa do Comandante, na Portada, bem como a restauração parcial da Capela.
Em 1987, ao ser cadastrada como sítio arqueológico protegido por lei federal, foram realizados os primeiros trabalhos de prospeção arqueológica por técnicos do IPHAN/Fundação Pró-Memória, e que tiveram sequência em 1989-1990 dentro do "Projeto Fortalezas da Ilha de Santa Catarina, 250 anos na História Brasileira" com a equipe do Museu Universitário da Universidade Federal de Santa Catarina. Finalmente em 1991-1992 graças a um convênio da UFSC com o Ministério do Exército, no âmbito do "Projeto Fortalezas da Ilha de Santa Catarina - 250 anos na História Brasileira", a primeira assumiu as tarefas de administração e conservação, e com recursos da Fundação Banco do Brasil, a Fortaleza de São José teve o restante de seus edifícios restaurados, podendo ser apreciados as muralhas, o Pórtico, a Capela, e o Quartel da Tropa. A iniciativa foi promovida pelo IPHAN e pela UFSC, que desde 1992 gerencia a fortificação.
A fortaleza encontra-se aberta diariamente à visitação pública. Chega-se ao local, por terra, através da Rodovia SC-401, ou por mar, desembarcando-se no trapiche da praia de Jurerê.

## Características

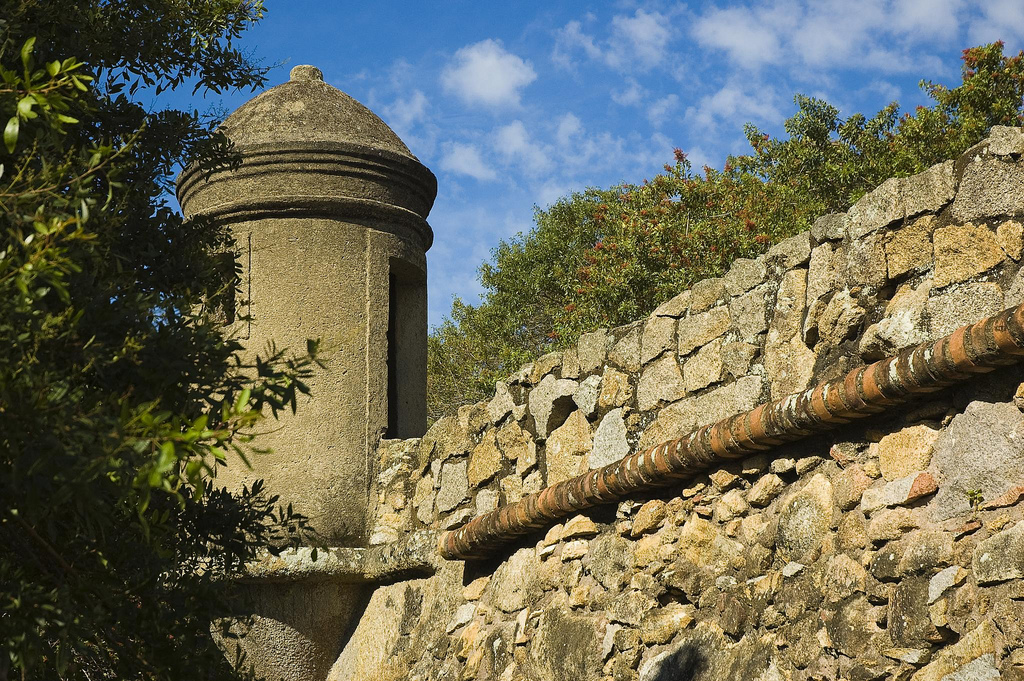
Fortaleza da Ponta Grossa, Florianópolis: guarita.

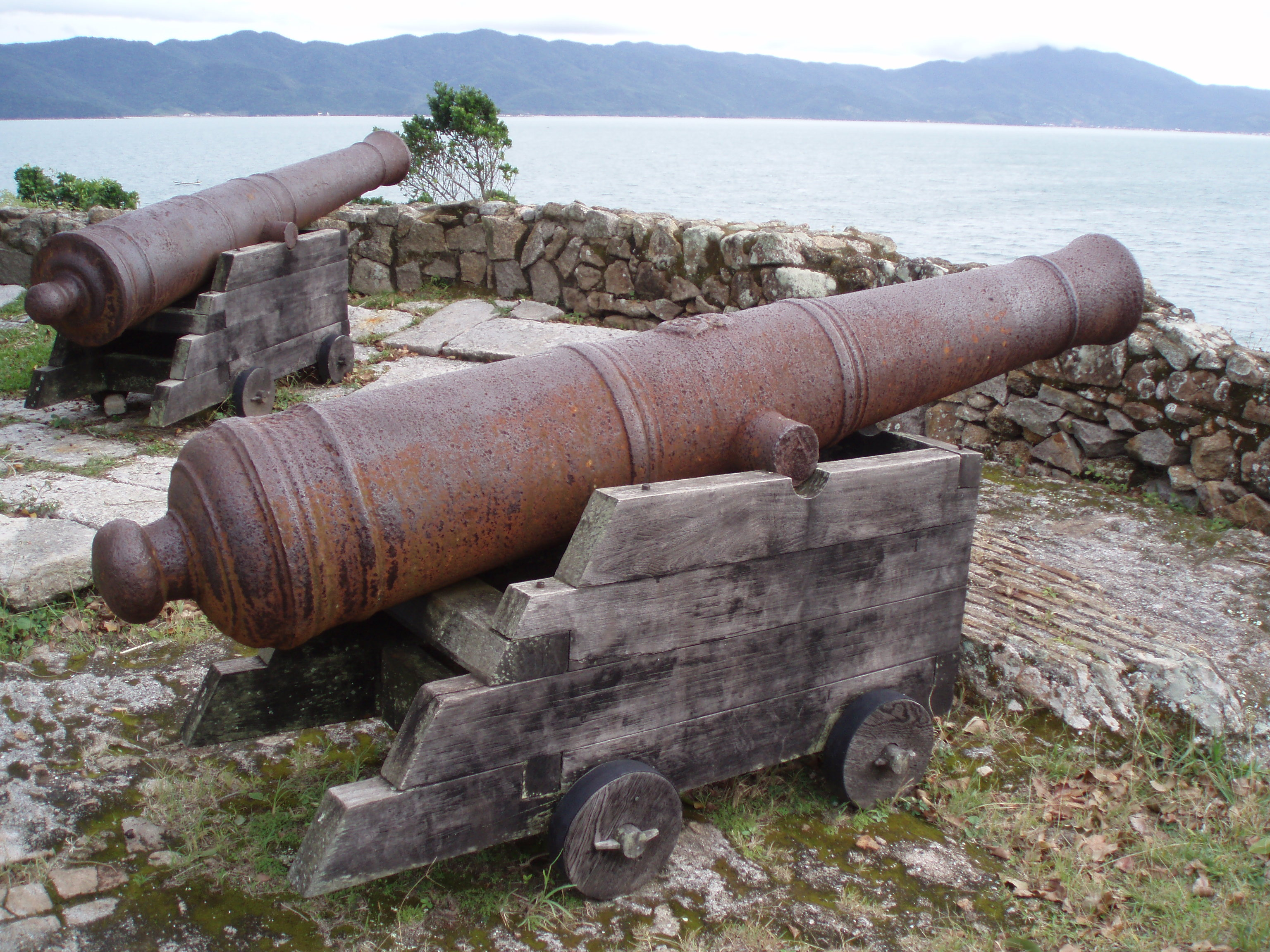
Fortaleza da Ponta Grossa, Florianópolis: canhões em seus reparos.

A fortaleza apresenta planta em formato poligonal orgânico (adaptada ao terreno em que se inscreve), em três planos distintos, protegidos à retaguarda pela encosta do morro, com as baterias voltadas para o mar.
Os edifícios estão distribuídos pelos três diferentes terraplenos em cotas distintas, interligados por rampas e cercados por espessas muralhas em alvenaria de pedra e cal. O portão de acesso perdeu a ponte levadiça e o frontão originais, e o corredor de acesso, a abóbada em alvenaria de tijolos. Ladeando este último, a sala do calabouço, com porta e janela outrora gradeadas, e a Casa da Guarda, iluminada naturalmente por duas janelas em forma de seteiras. O corredor de acesso apresenta ainda as frestas na parede, por onde corria a lâmina que fechava o acesso em caso de ataque, conduzindo ao terrapleno inferior, onde se distribui a primeira ordem de Baterias. Junto a elas se encontram os vestígios de antiga Casa da Palamenta, com piso de alvenaria de tijolos, onde eram guardadas armas leves e os apetrechos necessários à manutenção e operação das peças de artilharia. Por se desconhecer a estrutura das paredes e respectiva cobertura, a mesma não foi restaurada. Completam o conjunto duas guaritas redondas sobre respectivos piões, em vértices opostos da muralha. A cantaria do Pórtico, dos edifícios, e a base de algumas canhoneiras é talhada em pedra de lioz.
No terrapleno intermediário, localiza-se a segunda ordem de baterias e o Quartel da Tropa, com piso em alvenaria de tijolos, com a Cozinha anexa. Restaurado, é ocupado hoje pelas artesãs de renda de bilros, que ali trabalham e comercializam a sua arte.
No terrapleno superior ergue-se a Casa do Comandante, um imponente sobrado de dois pavimentos, geminado com o Paiol da Pólvora, também assobradado com dois pavimentos. Na Casa do Comandante foi assinada a capitulação ante os espanhóis em 1777. Com piso em alvenaria de tijolos, o seu restauro só foi possível graças aos recursos da Fundação Banco do Brasil, em 1992. Hoje, essa edificação abriga a exposição "O Cotidiano da Fortaleza de São José da Ponta Grossa - Aspectos da Alimentação". No segundo pavimento do Paiol da Pólvora funciona uma Sala de Vídeo exibindo material sobre as fortalezas de Santa Catarina. Ainda no terceiro terrapleno localiza-se a Capela de São José. De linhas sóbrias, este edifício foi o primeiro restaurado pelo IPHAN no conjunto, ainda em 1977, uma vez que o mesmo ainda é utilizado pela comunidade. De formato retangular, com nave única separada da Capela-mor por um arco cruzeiro, o seu piso também é de alvenaria de tijolos, notando-se a ausência de uma torre sineira, o que é característico das capelas catarineneses do século XVIII, projetadas por arquitetos militares.
O abastecimento de água potável da guarnição era feito na fonte (com cisterna), edificação externa às muralhas da fortaleza.